# Château Saint-Aubin
El Château Saint-Aubin es un vino de Burdeos (Francia), el cual está ubicado en la zona de la Denominación de Origen Controlada AOC-Médoc, en la Municipalidad de Jau-Dignac-Loirac, a unos 50 km al noroeste de Burdeos en el departamento de Gironda. El Château pertenece a la familia Saint-Aubin desde el siglo XIX. 
Cuenta con uno de los mejores terrenos de todo el Médoc, compuesto de una homogénea capa de fina gravilla, con un alto contenido de cal y dispone de un magnífico drenado.
El viñedo comprende un total de 14 Ha, de las que un 30% son de Cabernet Sauvignon, otro 30% de Merlot, un 22% de Cabernet Franc y el 17% restante de Petit Verdot. La producción anual es de 100.000 botellas de vino. Como bien se sabe, los vinos de denominación AOC-Médoc sobresalen por su buqué y sus notas frutales. 
El Château Saint-Aubin forma parte de la clasificación de 2003 bajo la denominación de Cru Bourgeois, y desde el año 2004 forma parte de la alianza de los Crus Bourgeois de Médoc (Alliance des Crus Bourgeois du Médoc).
- Datos: Q624415